# 氯铂酸钠
氯铂酸钠是一种无机化合物，化学式为Na2[PtCl6]。

## 制备
氯铂酸钠可由氯铂酸和氯化钠按化学计量比反应得到：
H2[PtCl6] + 2 NaCl → Na2[PtCl6] + 2 HCl

## 性质
氯铂酸钠是可溶于水的橙黄色固体。六水合物在110 °C失去结晶水，生成无水物。